# Архијерејскo намјесништвo сарајевско
Архијерејско намјесништво сарајевско представља црквеноадминистративну јединицу Митрополије дабробосанске коју сачињавају одређени број црквених општина и парохија под надзором архијерејских намесника.
До 2019. године митрополија је била подељена на четири архијерејска намесништава, али на заједнички приједлог епископа зворничко-тузланског Фотија и митрополита дабробосанског Хризостома,  Свети архијерејски сабор Српске православне цркве одлуком  од 15. односно 16. маја 2019. године, извршена је арондација епархије зворничко-тузланске у корист митрополије дабробосанске. У састав митрополије Дабробосанске ушле су целовите административне општине и то: Сребреница, Братунац, Милићи, Власеница, Хан Пијесак и Олово.
Након те одлуке митрополија дабробосанска броји пет архијерејских намјесништава, а то су:
- Архијерејско намјесништво сарајевско
- Архијерејско намјесништво травничко-зеничко
- Архијерејско намјесништво горашко-вишеградско
- Архијерејско намјесништво фочанско
- Архијерејско намјесништво сребреничко-подрињско

## Архијерејско намјесништво сарајевско
- Црквена општина Сарајево — Саборна црква

Саборна црква у Сарајеву, посвећена Рођењу Пресвете Богородице, грађена је у периоду од 1863 до 1872. године. Саграђена од камена као у основи тробродна базилика са уписаним крстом са пет купола. Живопис красе дела чувених сликара а између осталих Паје Јовановића. Градитељ храма био је Андреја Дамјанов.
- Црквена општина Сарајево

Стара православна црква у Сарајеву, посвећена Светим Арханђелима Михаилу и Гаврилу, подигнута је у 14. веку, док се према археолошким подацима датира у 15. век. Претпоставља се да је изграђена на темељима једне још старије цркве. Проглашена за национални споменик Босне и Херцеговине и представља најстарији и један од највреднијих културно-историјских споменика Сарајева.
- Црквена општина долачка - Ново Сарајево

Црква Преображења Господњег у Сарајеву, посвећена Преображењу Господњем, грађена је према пројекту архитекте и професора Александра Дерока. Градња је завршена 1940. године. Освећење је извршио 8. септембра исте године, патријарх Српски Гаврило (Дожић) уз саслужење митрополита дабробосанског Петра, епископа жичког Николаја, зворничко-тузланског Нектарија, захумско-херцеговачког Николаја и више свештеника и ђакона. У току рата храм је претрпео знатна оштећења, која су санирана после рата|рата у Босни и Херцеговини]] (1992–1995), храм је значајно оштећен, да би само од 2001. до 2010. године тридесетак пута био нападан од стране вандала.
- Црквена општина Источно Ново Сарајево

Црква Светог великомученика Георгија у Источном Сарајеву посвећена Светом великомученику Георгију налази се у Миљевићима, подигнута је као модификована копија Старе сарајевске цркве. Осим централног олтара посвећеног Св. Георгију, црква има два споредна олтара, који су посвећени Светом свештеномученику Петру Дабробосанском и Светом мученику Вукашину.
Црква Свете преподобне Ангелине српске у Тилави (у изградњи) посвећена Светој Ангелини, почета је градња 2012. године, када су освештани темељи храма. Преподобна мати Ангелина била је супруга слепог деспота Стефана, сина Ђурађа Бранковића. За светитеље су проглашени њен супруг Свети Стефан, као и њихова два сина – Свети Јован и Свети Максим митрополит.
- Црквена општина Которачка — Добриња

Црква Светог Василија Острошког у Добрњи, на Вељинама, посвећена Светом Василију Острошком, почела је са градњом у октобру 1990. године. Храм је завршен 1998. године, а осветио га је 2. маја 1999. године митрополит Николај. Током рата храм је претрпео знатна оштећења, толио да је обнова трајала до 2017. године.
- Црквена општина Касиндо

Црква Светог Варнаве Хвостанског на Врањешу (у изградњи), посвећен епископу хвостанском Варнави (Настић). Градња храма почела је 2011. године, пројектована у српско-византијском стилу, с тим да су стилски елементи сведени и прилагођени. Грађевина има форму крста, а на јужном делу је предвиђен улаз.
- Црквена општина Војковићи

Црква Светог свештеномученика Петра Дабробосанског у Војковићима посвећена Светом свештеномученику Петру Дабробосанском, почела је са градњом 1991. године. Услед ратних дешавања у Босни и Херцеговини, изградња цркве је обустављена до лета 1998. године. Митрополит дабробосански Николај је 14. септембра, обавио је велико освећење храма и служио Свету архијерејску литургију уз саслужење епископа милешевског Филарета и брегалничког Марка. Првобитно је било предвиђено да црква буде посвећена Вазнесењу Господњем, али је након одлуке Светог архијерејског сабора СПЦ 1998. године да митрополита Петра Дабробосанског прогласи свештеномучеником одлучено да црква буде посвећена њему.
Црква Светог пророка Илије у Кијеву посвећена Светом пророку Илији, изграђенa је у периоду после Одбрамбено-отаџбинског рата, градња је почела 2004. године. Свечани чин освештења нове цркве у северном дијелу општине Трново, обавио је митрополит дабробосански господин Николај 3. августа 2008. године. Црква је једини православна богомоља у северном делу општине Трново.
- Црквена општина Блажуј

Црква Светог Саве у Блажују посвећена Светом Сави изграђена је 1897. године и освештан 21. септембра 1897. године по старом календару, од стране митрополита дабробосанског Николаја Мандића. Црква је скрнављена током ратова у 20. веку, тако да је претрпела знатна оштећења. Споменик стрељаним Србима из 1916. године налази се у порти цркве.
Црква Светог пророка Илије у Кисељаку освештана је 1938. године, и до дбрамбено-отаџбинског рата припадала је Височкој парохији, а након Дејтонског споразума је у надлежности Блажујске парохије, јер у Високом нема православног свештеника.
- Црквена општина Пазарић

Црква Светих апостола Петра и Павла у Осенику посвећена Светим апостолима Петру и Павлу, код сарајевског насеља Пазарић, саграђена је 1896. године. У састав пазарићке парохије улазе следећа села и засеоци: Раштелица, До, Граб, Тарчин, Корача, Оџак, Чешће, Дурановићи, Горња и Доња Биоча, Луке, Мокрине, Осеник, Урдук, Рамићи, Казина Бара, Ресник, Пазарић, Ферхатлије, Зовик, Локве, Црепани, Касатићи, Ушивак, Хаџићи, Дрозгометва, Баре, Горовци, Буковица, Влаховићи, Хан Плоча, Доњи Ковачи и Драшевићи.
Црква Рођења Пресвете Богородице у Хаџићима, филијална је црква посвећена Рођењу Пресвете Богородице. Године 1936. освештао је тадашњи Митрополит дабробосански Петар (Зимоњић).
- Црквена општина Рељево

Црква Светог Николаја Мирликијског Чудотворца у Рељеву, парохијска је црква, основане 1911. године. Црква посвећена Преносу моштију Свеетог Николаја Мирликијског подигнута је 1886. године. Цркву и зграду Богословије подигла је тадашња Земаљска влада БиХ.
- Црквена општина Соколац

Црква Светог пророка Илије у Сокоцу посвећена Светом пророку Илији, грађена је у периоду од 1876. и 1882. године на локалитету Градац у Сокоцу. Освештење цркве у Сокоцу, извршио је митрополит Дабробосански Сава Косановић. Током рата у БиХ и доласком 1992. године митрополита Николаја у Соколац црква је постала саборна црква митрополије дабробосанске. Одлуком митрополита Николаја црква Светог пророка Илије названа је Романијска Лазарица. Храм се налази на листи националних споменика Босне и Херцеговине и представља благо под заштитом државе.
Црква Светог великомученика Георгија у Соколовићима филијална је црква, саграђена је 1982/83. године, а освешато је митрополит дабробосански Владислав 1984. године.
Црква Свих Светих у Хан Стјеницама филијална је црква.
Црква Свете Петке на Српском војничком спомен-гробљу Мали Зејтинлик на Сокоцу, посвећена Преподобној мати Параскеви спомен је црква која је освештена 2015. године од стране епископа захумско-херцеговачког и приморског Григорија, зворничко-тузланског Хризостома и бихаћко-петровачког Атанасија, уз саслужење свештенства Митрополије дабробосанске, на гробљу на којем је сахрањено 958 погинулих бораца у одбрамбено-отаџбинском рату са простора Сарајевско-романијске регије.
- Црквена општина Мокро

Црква Успења Пресвете Богородице у Мокром посвећеана Успењу Пресвете Богородице, грађена је у периоду од 1928. до 1933. године, када је освештао митрополит Петар Зимоњић. Грађевинске радове је извео предузетник Иван Прегељ из Сарајева. Иконостас и иконе је урадио Роман Петровић, академски сликар из Сарајева. За време Другог светског рата храм је доста оштећен. Оправке на храму су вршене 1972. и 1985. године. Парохијски дом је саграђен 1895. године. Срушиле су га власти 1948. године.
Црква Светог Пантелејмона на Вучијој Луци, филијални је храм чија је градња почела 2002. године. Црква је једина богомоља Српске православне цркве, на територији општине Источни Стари Град. У склопу црквеног комплекса налази се и капела, подигнута у славу српским борцима палим у одбрани Републике Српске, са простора Источног Старог Града и околних села.
Црква Светог великомученика подигнута као парохијска црква. Освештана 11. августа 2002. године, а три године касније црква је проглашена манастиром и добила је име Соколица.
- Црквена општина Пале

Црква Светог Архангела Гаврила на Палама (у изградњи), градња је почела  2008. године. Епископ захумско-херцеговачки Григорије, заменик Митрополита дабробосанског Николаја, служио је у суботу, 26. јула 2014. године, свету архијерејску Литургију у Саборном храму на Палама, која је уједно била и прва Литургија у новоизграђеном храму, поводом прославе заштитника овог храма.
Црква Успења Пресвете Богородице на Палама освешатао је митрополит Евгеније (Летица) 30. августа 1909. године. У Првом светском рату аустријски војници су у цркву затварали коње. У Другом светском рату црква није страдала али је уништена црквена архива. Комисија за очување националних споменика БиХ прогласила је цркву Успења пресвете Богородице у Палама националним спомеником БиХ.
Црква Светог Илије на Лукама – Требевић подигнута је 1943. године. Цркву је подигао командант Требевићког одреда ЈВуО Шћепан Лучић и војни свештеник Новак Станојевић, који је овај храм осветио по благослову митрополита Дабробосанског Нектарија. Одлуком Обласног одбора Комунистичке партије за град Сарајево храм је срушен 1955. године.  На месту где се некад налазила стара цркв, благословом митрополита Николаја 1993. године, започета је градња цркве брвнаре по пројекту архитекте Предрага Пеђе Ристића.
- Црквена општина Прача

Црква Светих апостола Петра и Павла у Прачи саграђена је 1908. године, а освештао митрополит Евгеније. После потписивања Дејтонског споразума остао је у Федерацији БиХ, тако да у том делу тренутно нема Срба.
Црква Вазнесења Господњег у Подграбу градња је почела 1997. године, према пројекту коју је израдио пројектни биро „Студио” из Београда. Пошто је храм озидан и покривен митрополит Николај је на Спасовдан, 20. маја 1999. године осветио крстове. То је био први саборни дан код цркве у Подграбу. Црква је освећена на Дан српских светитеља 9. септембра 2001. године.
- Црквена општина Илијаш

Црква Светог пророка Илије у Илијашу грађена је у периоду од 1879. до 1881. године. После потписивања Дејтонског споразума Илијаш је припао муслиманима. Враћајући се на овај простор 1996. године муслимани су уочи Видовдана провалили у храм и делимично га запалили.
- Црквена општина Нишићи

Црква Светих апостола Петра и Павла у Нишићима, насељено мјесто у Босни и Херцеговини, у општини Илијаш, које административно припада Федерацији Босне и Херцеговине. На Нишићима је некада живело око 400 српских домаћинстава, а данас их је свега тридесетак. Црква је порушена 1995. године, а обновљена је искључиво добровољним прилозима народа родом из овог краја.
- Црквена општина Бреза

Црква Светог великомученика Прокопија у Брези градња је започела 1930. године, а освештао је на Петровдан 1936. године осветио митрополит Дабробосански Петар (Зимоњић).  У моменту оснивања парохија, 1940. године, имала је 300 домова. Новооснована парохија није имала сталног свештеника до 1972. године.
- Црквена општина Вареш

Црква Покрова Пресвете Богородице у Варешу подигнута је према запису на звонику, 1891. године. Црква је као национални споменик културе уврштена на листу националних споменика Босне и Херцеговине, заједно са покретном имовином.

- Црквена општина Високо

Црква Светог великомученика Прокопија у Високом саграђена је 1857. године, а обновљена 1998. године. Црква је проглашена националним спомеником Босне и Херцеговине одлуком Комисије за очување националних споменика 8. марта 2004. године. године
- Црквена општина Голо Брдо

Црква Зачећа Светог Јована Крститеља у Зимчи више пута је била мета лопова који су проваљивали и односили црквене сасуде, једном и звоно.